# Chalcedectus meteorus
Chalcedectus meteorus är en stekelart som först beskrevs av Girault 1927.  Chalcedectus meteorus ingår i släktet Chalcedectus och familjen puppglanssteklar. Inga underarter finns listade i Catalogue of Life.